# Ладзарето Векио
Вижте пояснителната страница за други значения на Лазарето.
Ладзарето Векио (на италиански: Lazzaretto Vecchio, Ладзарето Векио – Старият лазарет) е италиански остров в южната част на Венецианската лагуна в Адриатическо море.
Известен е като място за средновековна карантина от разни болести, преди всичко чума. Дал е названието на съществуващата в много езици дума лазарет.

## География
Разположен е на около 4 км югоизточно от центъра на Венеция, близо до западния бряг на остров Лидо в централната му част. Географските координати на остров Ладзарето Векио са 45°24’44.62" северна ширина и 12°21’41.32" източна дължина.
Има почти правоъгълна форма. Площта му е 0,027 км² (2,7 хка), разстоянията между крайните точки са 264 и 224 м. Плътно е застроен със старинни постройки.

## История
Карантината на острова е организирана по заповед на венецианския дож след силната епидемия от чума от 1348 година. Карантинният режим продължава до 1630 г. Болницата и бараките са заемали цялата територия на острова. През ХVII век болницата е закрита.
В сградите на острова е бил настанен военен гарнизон; построени са укрепления с артилерийска батарея. През 19 век островът е отдаден на концесия от общината на Венеция за приют за бездомни кучета от материка. От 1960-те години на острова никой не живее.
При разкопки през 2000-те години на болничното гробище на острова археолози изкопават повече от 1500 чумни скелета, датирани от ХV–ХVII век.
|  | Тази страница частично или изцяло представлява превод на страницата „Лазаретто (остров)“ в Уикипедия на руски. Оригиналният текст, както и този превод, са защитени от Лиценза „Криейтив Комънс – Признание – Споделяне на споделеното“, а за съдържание, създадено преди юни 2009 година – от Лиценза за свободна документация на ГНУ. Прегледайте историята на редакциите на оригиналната страница, както и на преводната страница, за да видите списъка на съавторите. ВАЖНО: Този шаблон се отнася единствено до авторските права върху съдържанието на статията. Добавянето му не отменя изискването да се посочват конкретни източници на твърденията, които да бъдат благонадеждни. |